# Eburodacrys vittata
Eburodacrys vittata es una especie de escarabajo longicornio del género Eburodacrys, tribu Eburiini, subfamilia Cerambycinae. Fue descrita científicamente por Blanchard en 1847.

## Descripción
Mide 14,1-23,8 milímetros de longitud.

## Distribución
Se distribuye por Argentina, Bolivia, Brasil, Paraguay y Uruguay.